# Усов, Юрий Николаевич
Юрий Николаевич Усов — советский и российский медиапедагог, киновед.

## Биография
Родился в городе Рыбинске. 
После окончания средней школы в городе Рыбинске поступил в Московский государственный университет, на филологический факультет. После окончания МГУ возвратился в Рыбинск, где преподавал русский язык и литературу в средних учебных заведениях. В 1964 году поступил во ВГИК, на киноведческий факультет.
Работал главным редактором журнала «Кино и телевидение» (1968-1970). С 1970 года – сотрудник, заведующий лаборатории «Воспитание школьников средствами кино и телевидения» в НИИ «Художественного воспитания» при АПН СССР. 
В 1970-х – 1990-х заведовал лабораторией экранных искусств в НИИ художественного образования Российской Академии образования (Москва), руководил аспирантами и докторантами (среди его бывших аспирантов – медиапедагоги С. Одинцова, Фёдоров А. В., М. Фоминова и др.). Профессор, доктор педагогических наук (1989): защитил диссертацию по тематике кинообразования школьников.
проблемам кинообразования школьников.
В 1970-х - 1990-х годах Ю.Н. Усов был одним из лидеров движения кинообразования школьников, а затем (в 1990-х) и медиаобразования школьников и студентов.
Публиковался по вопросам медиаобразования с начала 1970-х годов. Печатался в научных сборниках, в журналах «Искусство в школе», «Искусство и образование», «Искусство кино», «Киномеханик», «Народное образование», «Педагогика», «Советский экран», «Специалист», «Телевидение и радиовещание» и др.
Участвовал в ряде международных конференций по кинообразованию и художественному воспитанию.

## Избранная библиография
- Методика использования киноискусства в идейно-эстетическом воспитании учащихся 8-10 классов. Таллин, 1980.
- Методика использования искусства кино в учебно-воспитательном процессе (совместно с В.Г. Рудалевым). М., 1983.
- Программа факультативного курса «Основы киноискусства». М., 1986.
- Киноискусство в идейно-эстетическом воспитании учеников 7-10 классов. Таллин, 1987.
- Основы аудиовизуальной культуры (совместно с Л. Баженовой, Е. Бондаренко). М.,1991.
- Основы экранной культуры. М., 1993.
- В мире экранных искусств. М., 1994.

Литература о Ю.Н. Усове:
- Федоров А.В. Медиапедагогика Ю.Н. Усова // Искусство и образование. 2003. № 3. С.65-74. № 4. С.78-95.
- Федоров А.В., Челышева И.В., Мурюкина Е.В., Новикова А.А., Федорцова С.С. Эстетическая концепция в российском медиаобразовании и творческое наследие Ю.Н. Усова. Таганрог, 2007.